# Konstantin Yegorovich Makovsky
Konstantin Yegorovich Makovsky (tiếng Nga: Константин Егорович Маковский; 20 tháng 6 năm 1839-17 tháng 9 năm 1915) là một họa sĩ có ảnh hưởng của Nga, liên hệ với trường phái hội họa "Peredvizhniki". Nhiều bức tranh lịch sử của ông, chẳng hạn như Trang phục cô dâu Nga (1889), cho thấy một cái nhìn lý tưởng của cuộc sống Nga của thế kỷ trước. Ông thường được xem là một đại diện của một nghệ thuật Salon.

## Tiểu sử

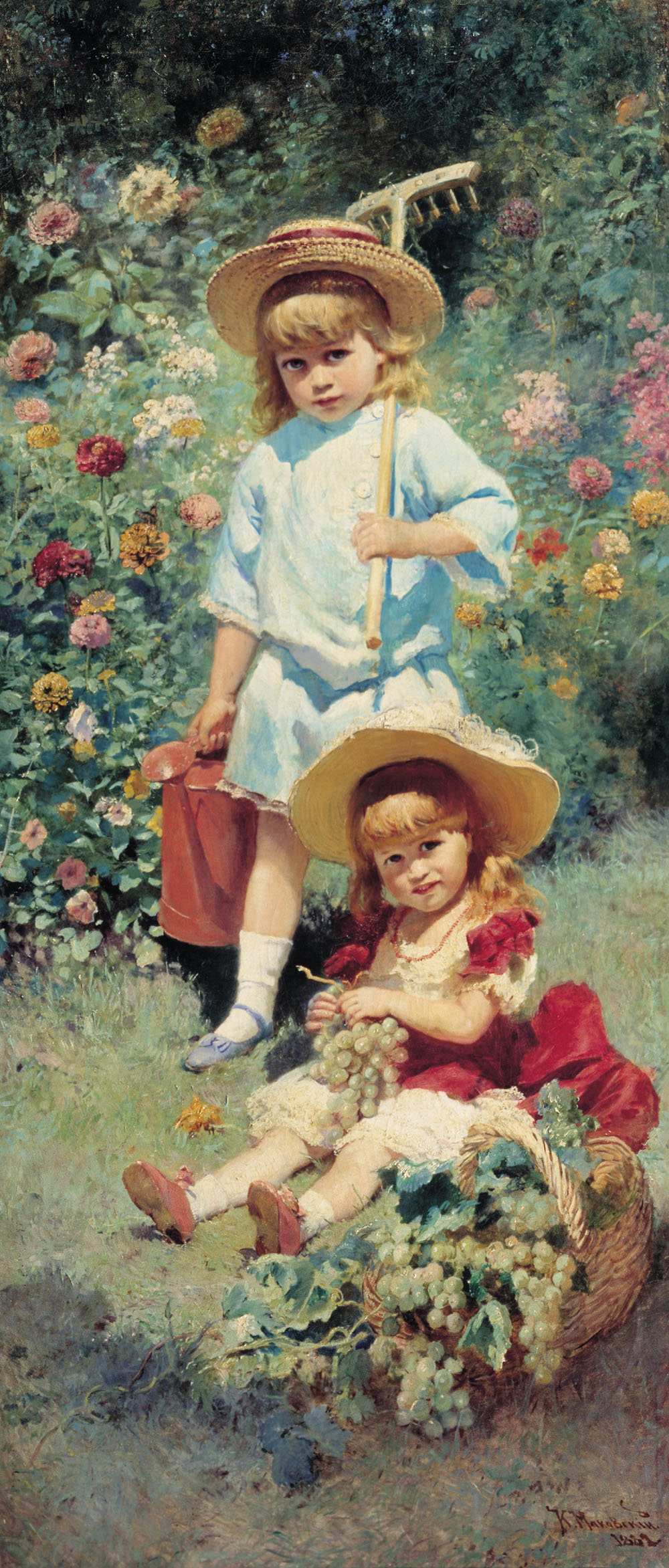
Các con của người nghệ sĩ, 1882

Konstantin Yegorovich Makovsky sinh ra ở Moskva, là con trai cũ của một nhân vật nghệ thuật của Nga và họa sĩ nghiệp dư, Yegor Ivanovich Makovsky. Yegor Makovsky là người sáng lập học tự nhiên (tiếng Nga: Натурный класс), trường phái nghệ thuật mà sau này trở nên trường phái hội họa, điêu khắc và kiến trúc Moskva nổi tiếng. Trong số những người bạn của gia đình có Karl Briullov và Vasily Tropinin. Tất cả con của Yegor trở thành họa sĩ nổi tiếng (xem Makovsky). Sau đó, Konstantin viết Đối với những gì tôi đã trở nên tôi nghĩ rằng tôi không nên cảm ơn giáo sư hay học viện mà là cảm ơn cha tôi.
Năm 1851, Konstantin vào Trường Hội họa Điêu khắc và Kiến trúc Moskva, nơi ông trở thành sinh viên hàng đầu, dễ dàng nhận được tất cả các giải thưởng có sẵn. Giáo sư giảng dạy ông là МM.I. Skotty, A.N. Mokritsky, S.K. Zaryanko, tất cả học sinh của Karl Brullov. Makovsky ảnh hưởng của khuynh hướng lãng mạn và trang trí có thể được giải thích bởi sự ảnh hưởng của Briullov.
Năm 1858, Makovsky vào Học viện Nghệ thuật Hoàng gia ở Saint Petersburg. Từ năm 1860 ông tham gia triển lãm của các học viện với những bức tranh như Chữa của những người mù (1860) và Các điệp viên của False, Dmitry giết con trai của Boris Godunov (1862). Năm 1863, Makovsky, cùng với 13 sinh viên khác đủ điều kiện để tham gia vào cuộc cạnh tranh cho Huy chương vàng lớn của học viện, từ chối vẽ về chủ đề đặt trong thần thoại Bắc Âu và thay vào đó rời học viện mà không có một bằng tốt nghiệp chính thức.
Makovsky đã trở thành một thành viên của một hợp tác xã (artel) của các nghệ sĩ dẫn đầu bởi Ivan Kramskoi, thường vẽ các bức tranh theo trường phái Wanderers phản ánh cuộc sống hàng ngày (1865 Widow, Herring-seller năm 1867, vv).

## Các tác phẩm

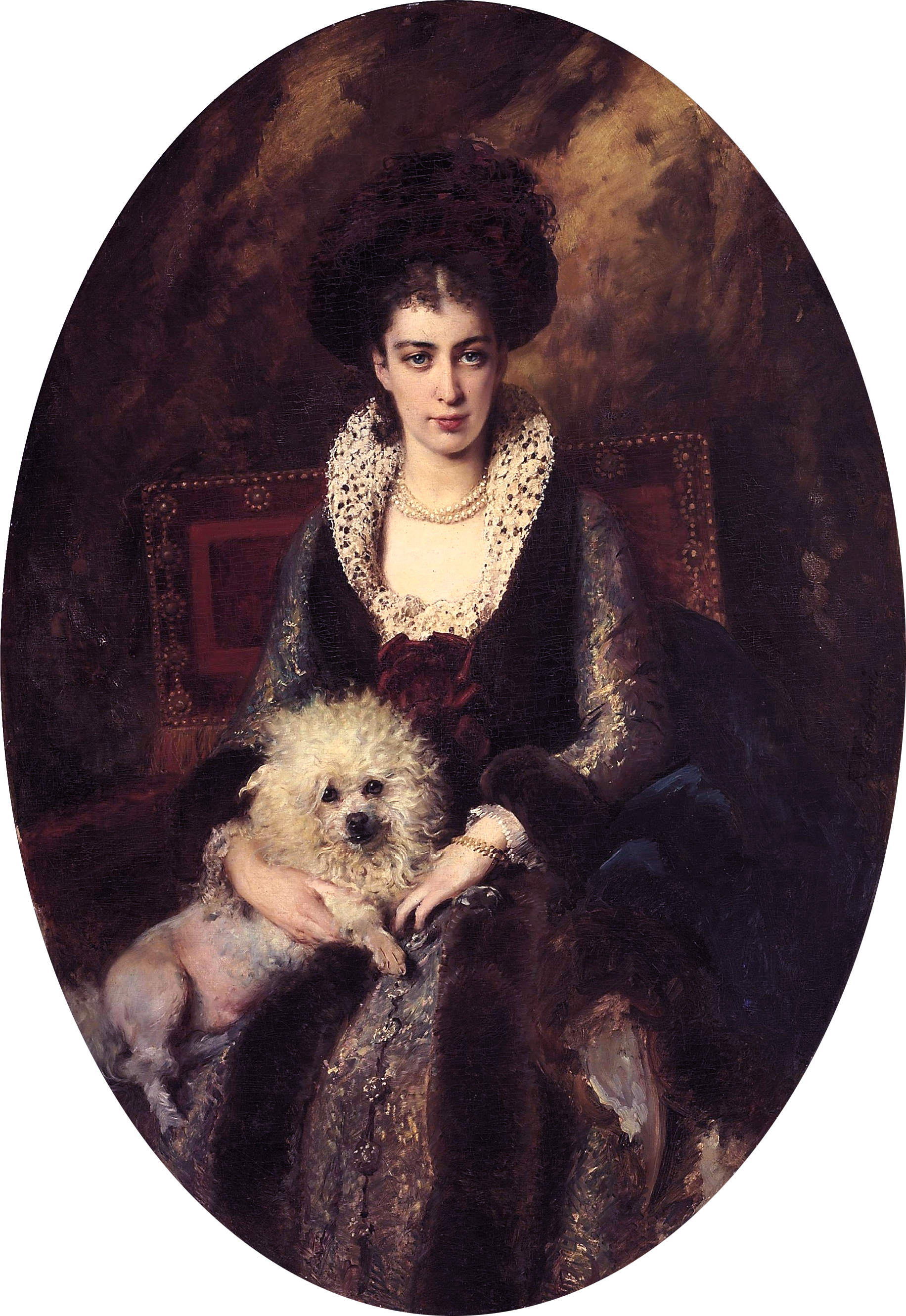
Chân dung vợ ông, Maria Alekseevna Makovskaya
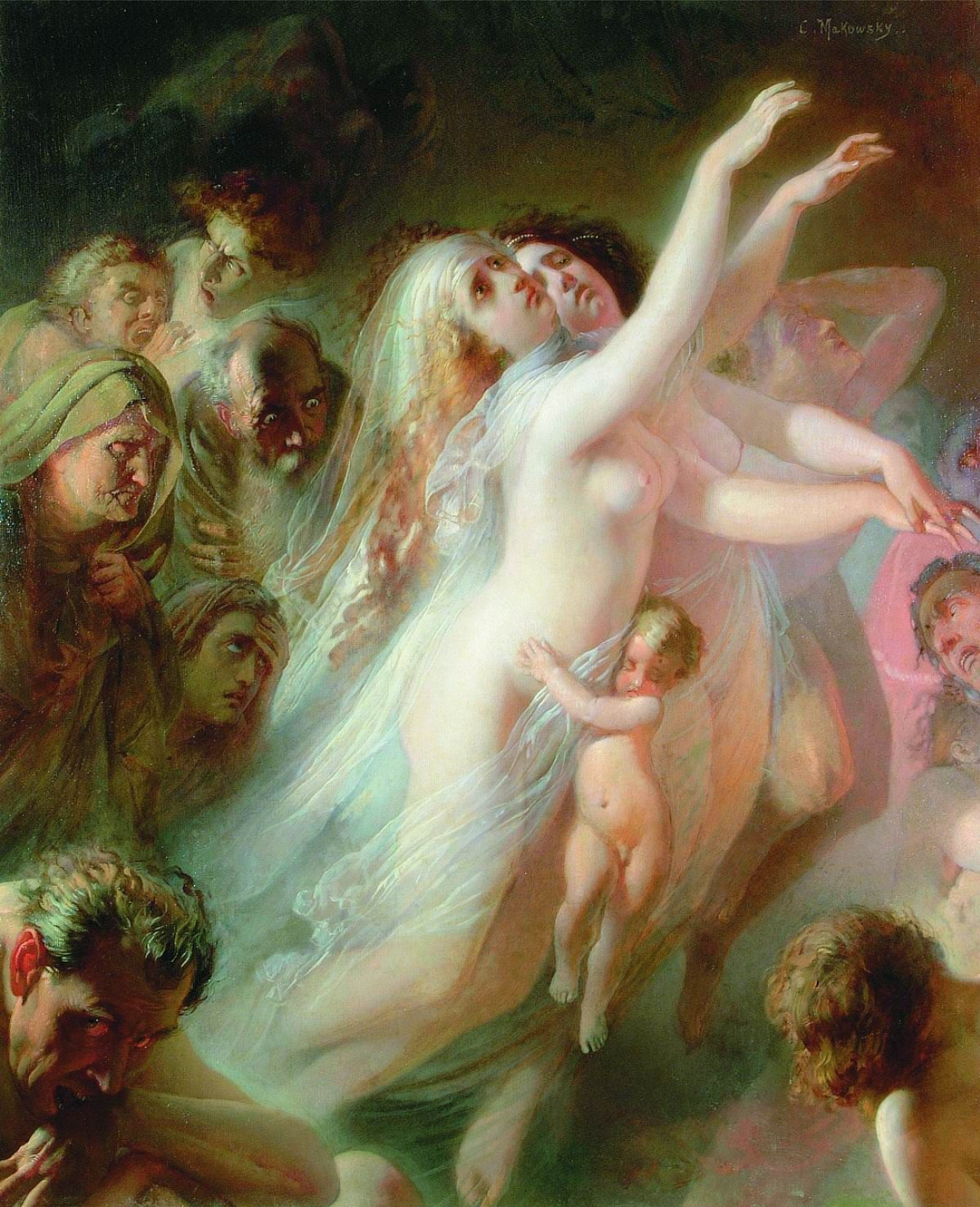
Charon chuyển các linh hồn người chết qua sông Stix, 1861
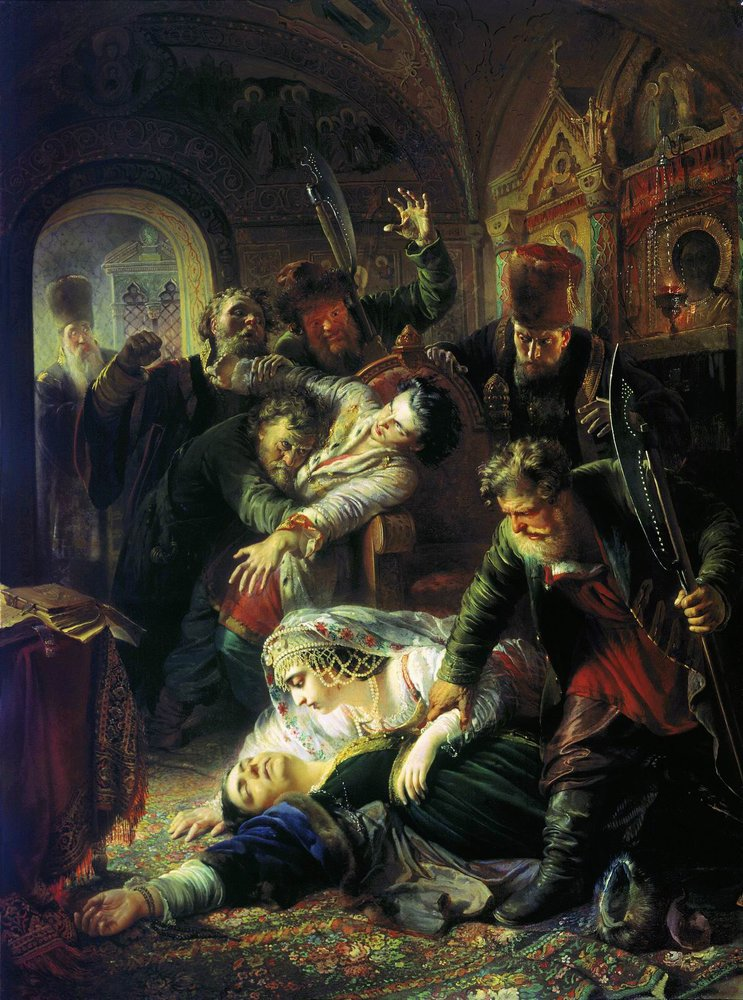
Các điệp viên của False Dmitry giết chế cho trai Boris Godunov, 1862
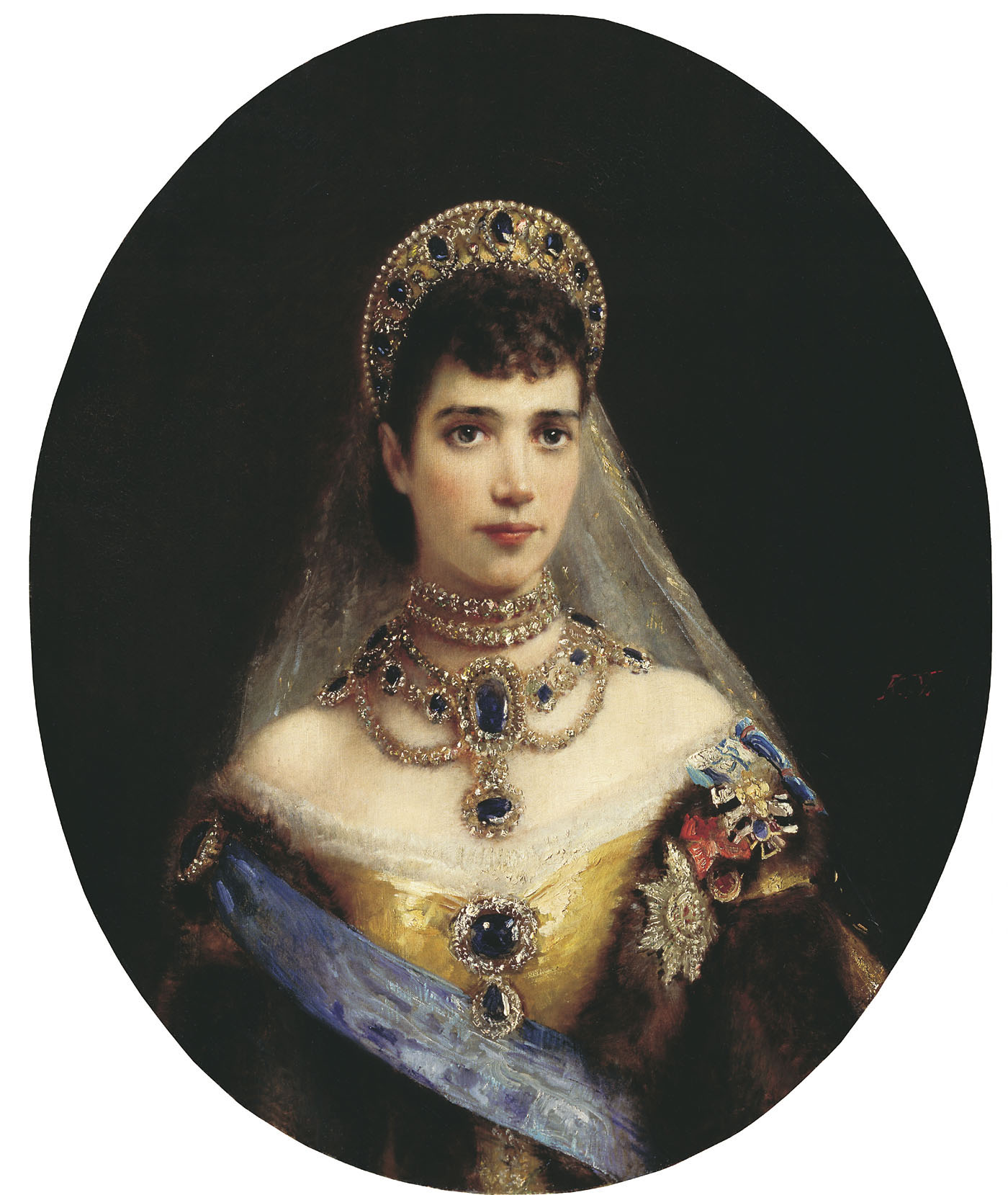
Chân dung thái hậu Maria Feodorovna
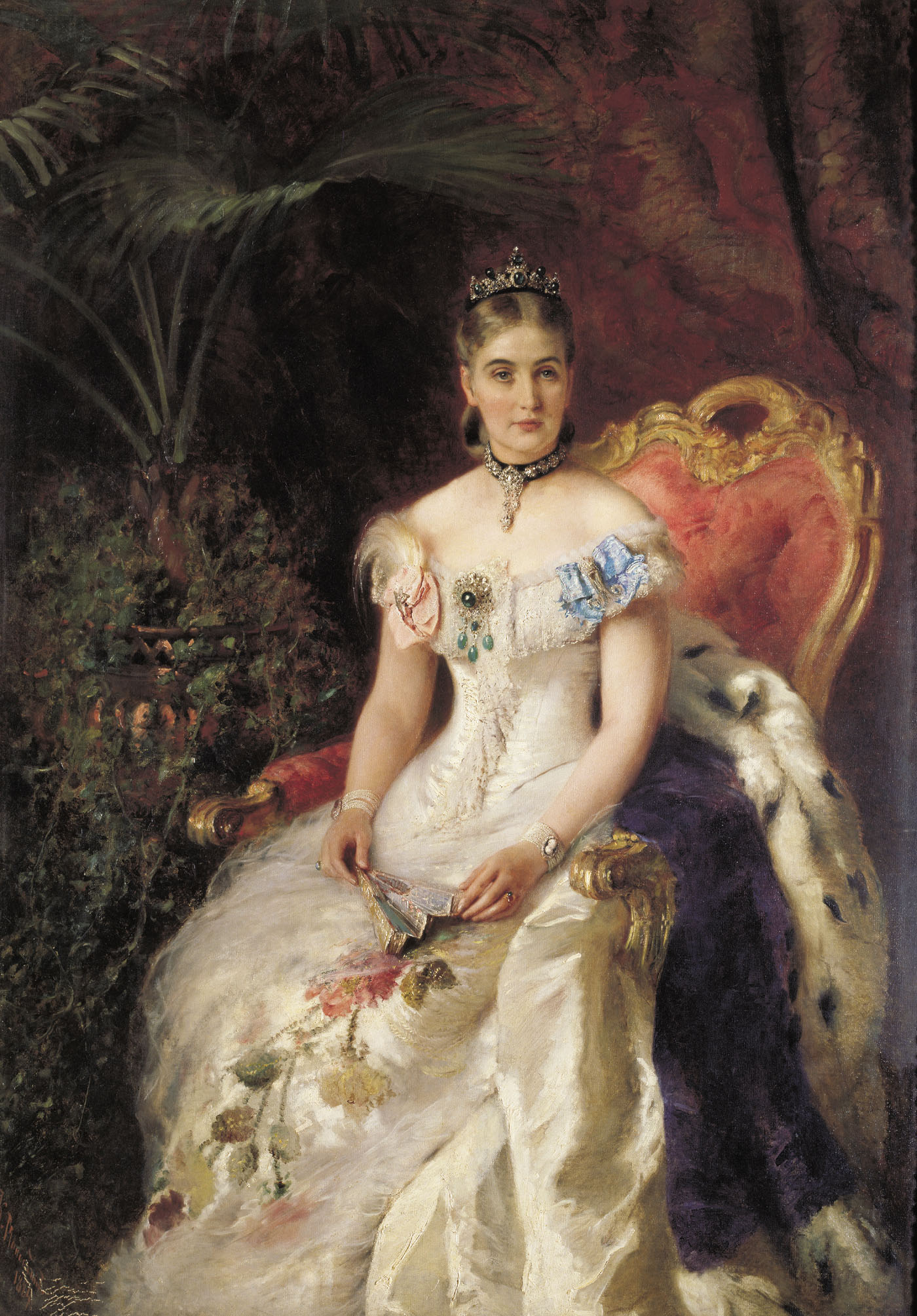
Chân dung nữ công tước Countess Maria Mikhailovna Volkonskaya
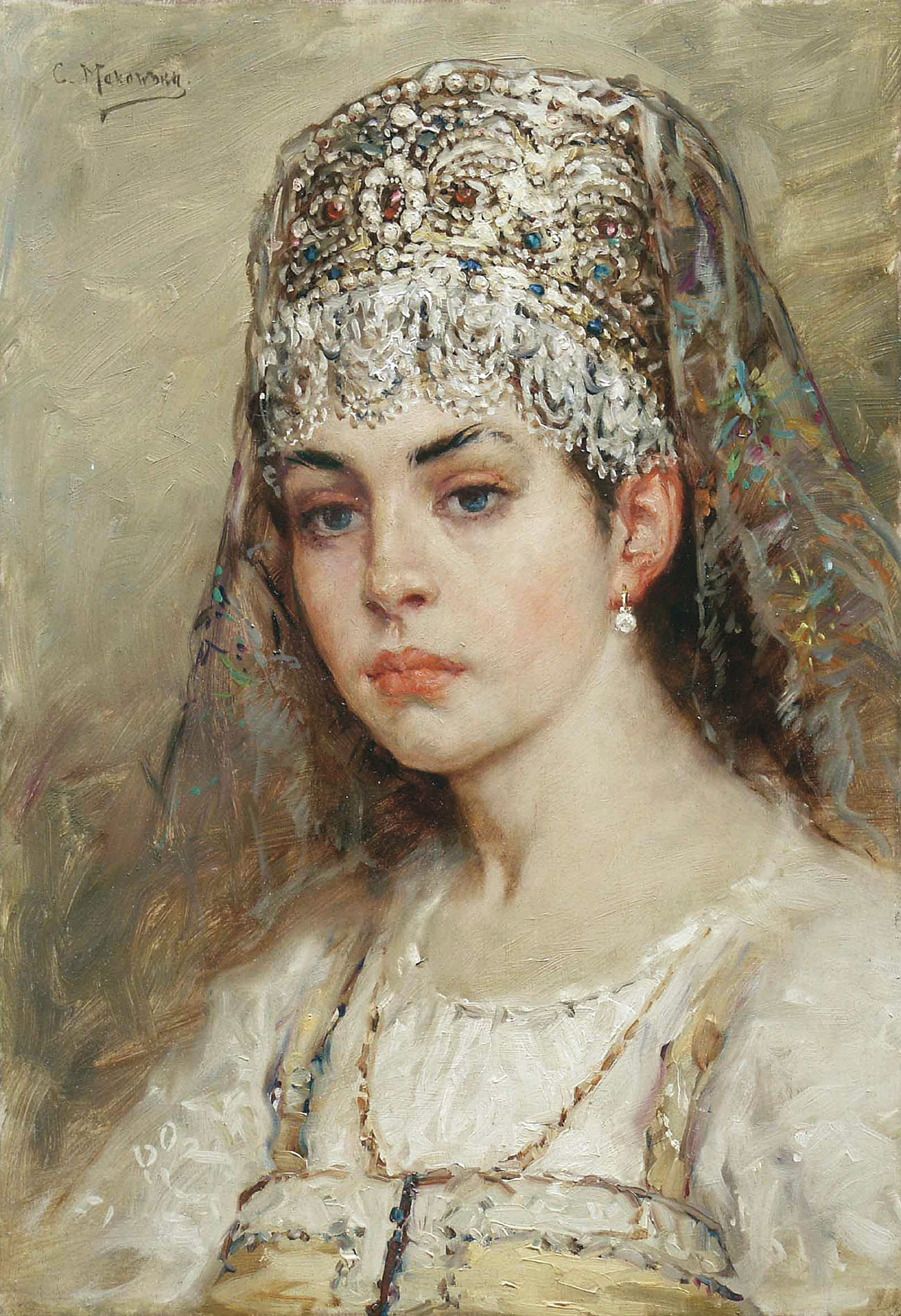
Boyaryshnya
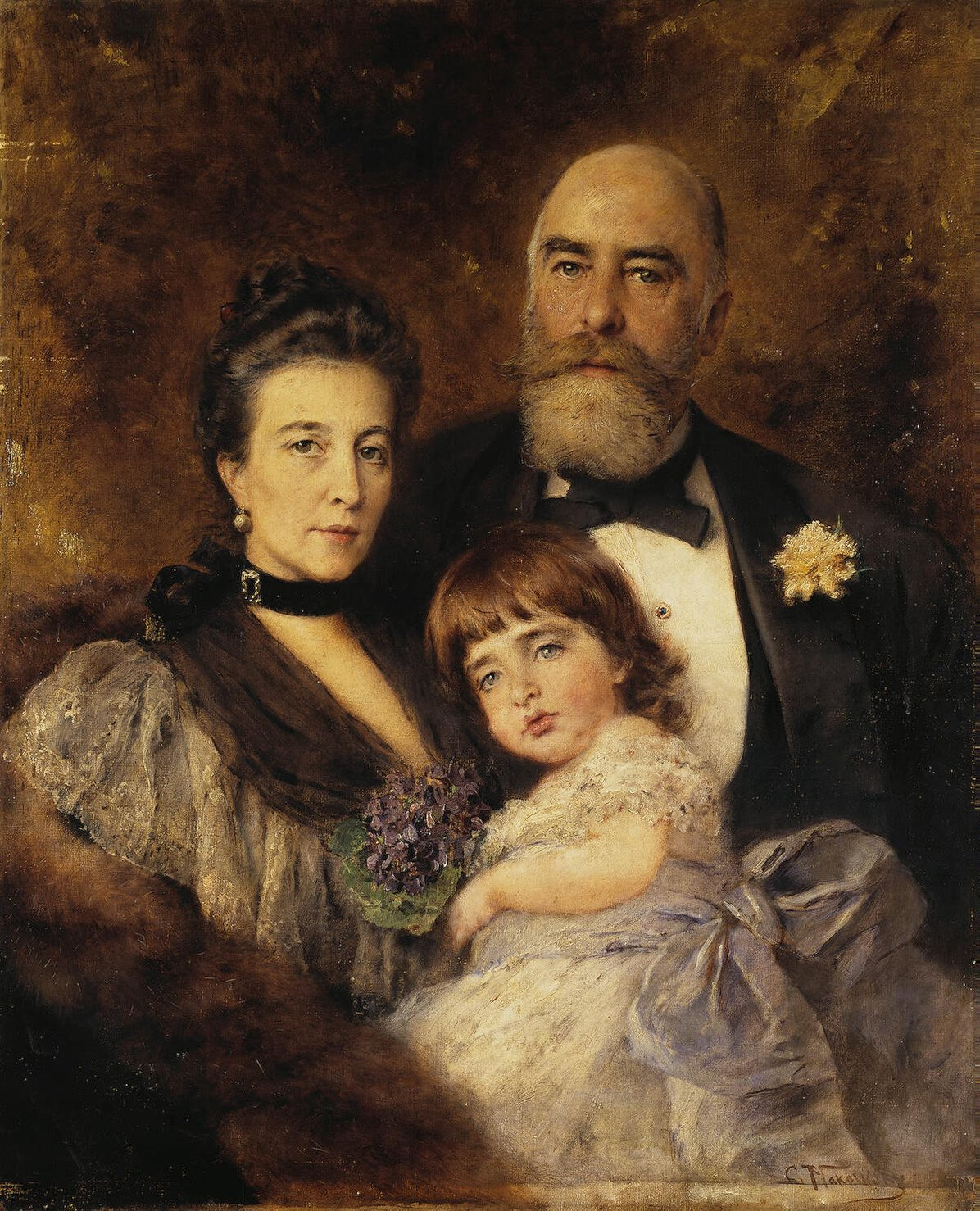
Gia đình Volkov
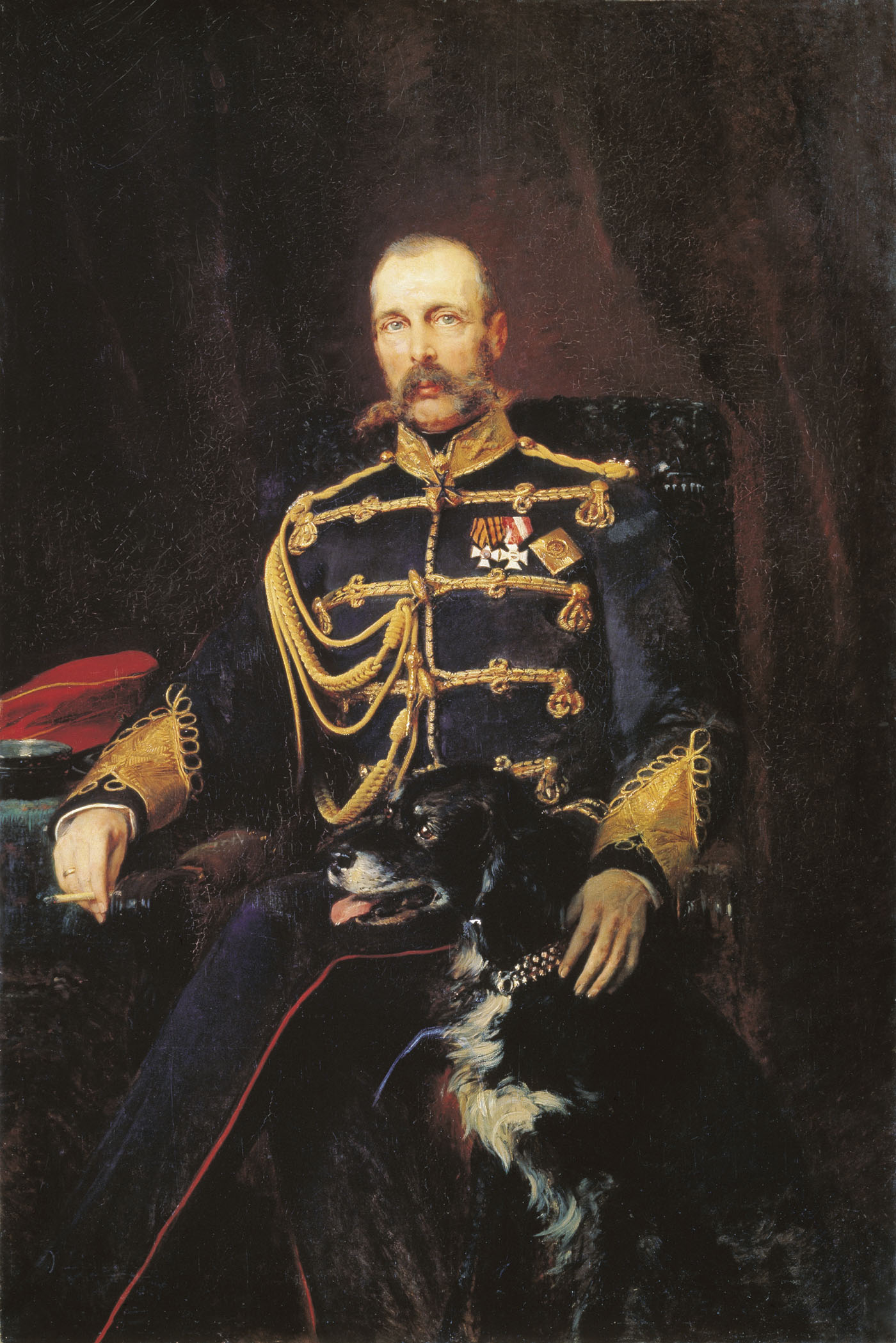
Alexander II, 1881
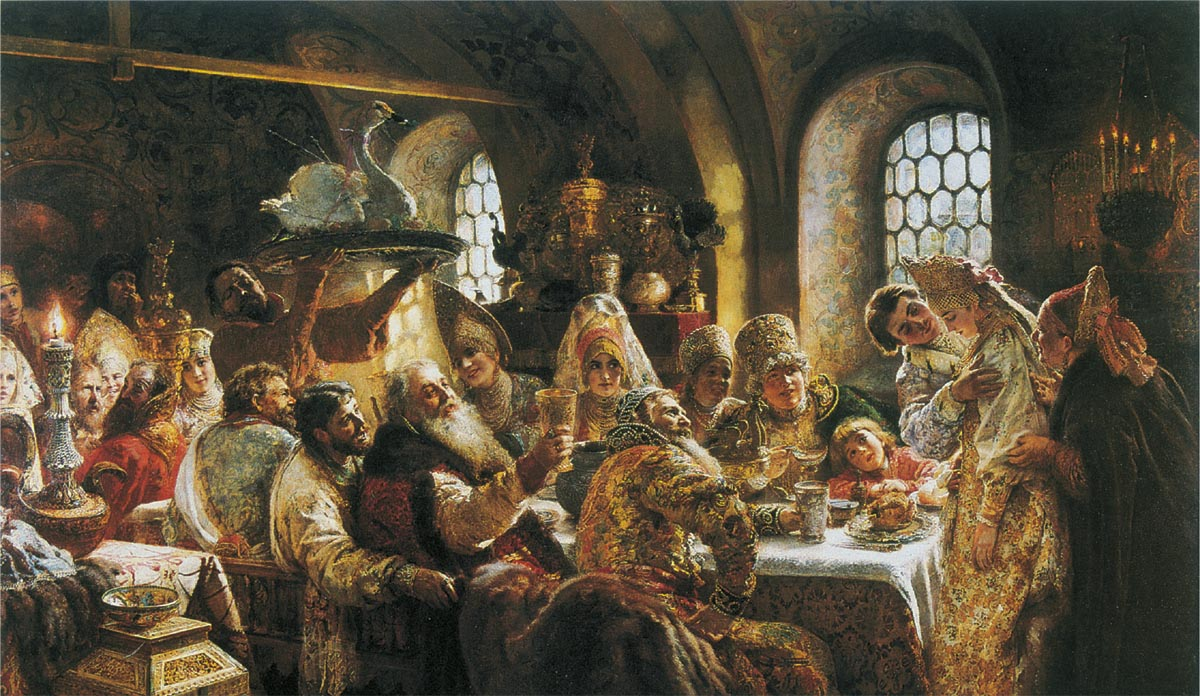
Bữa tiệc cưới của Boyar, 1883
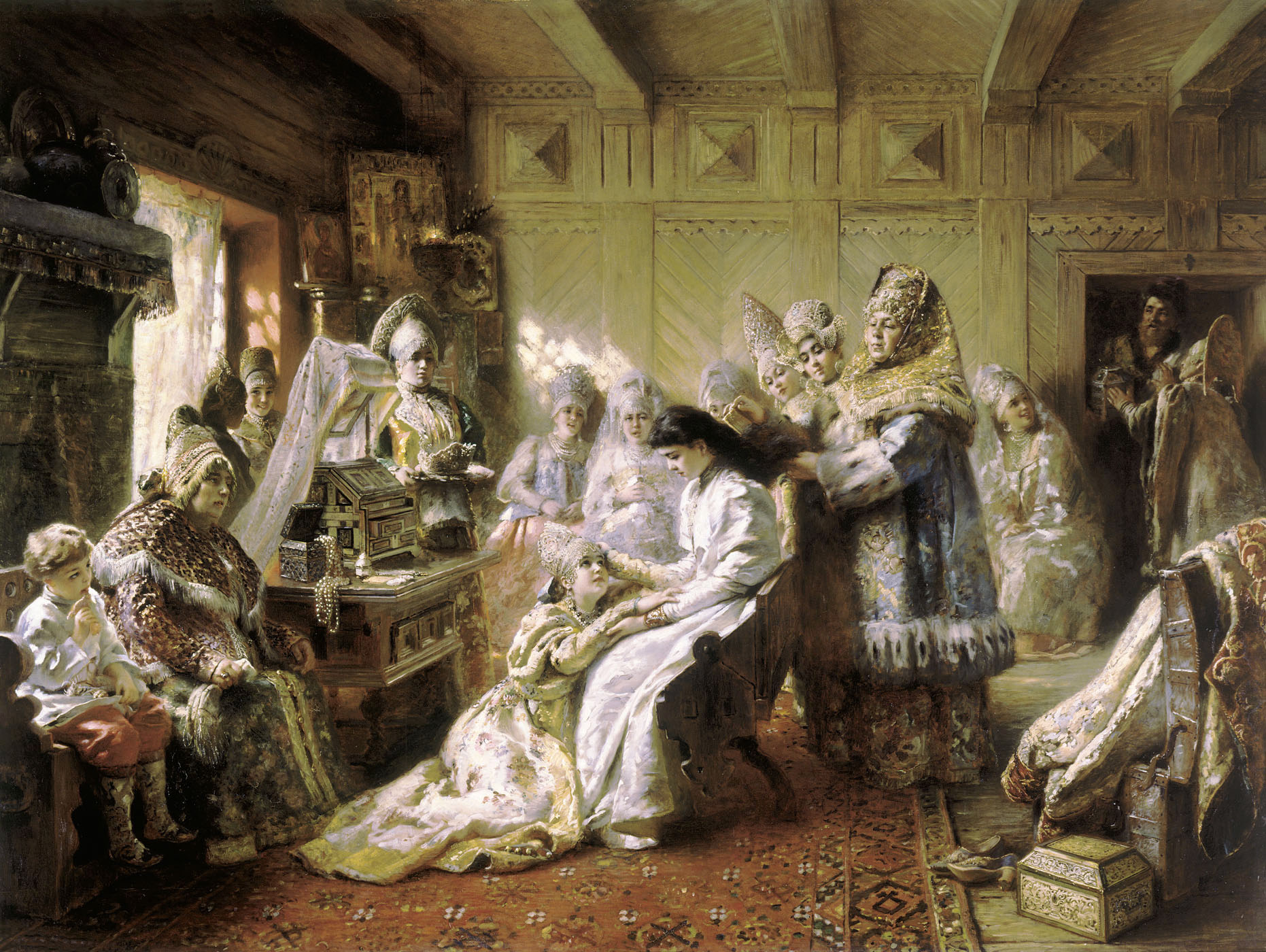
Trang phục cô dâu Nga, 1889
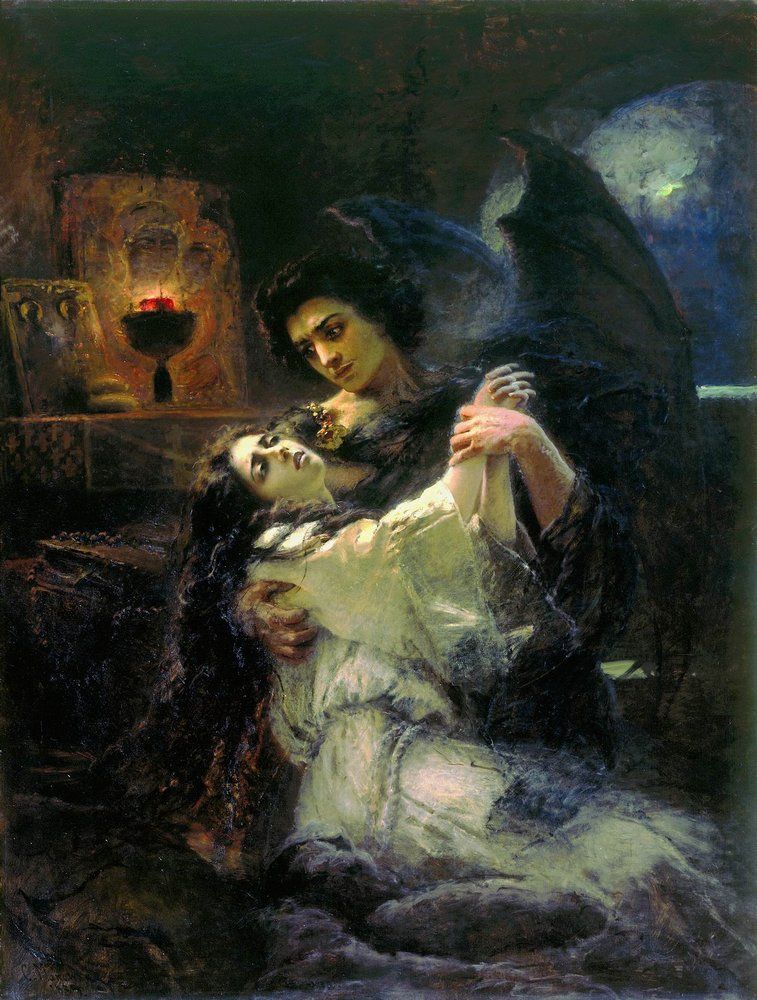
Tamara và ác quỷ, 1889
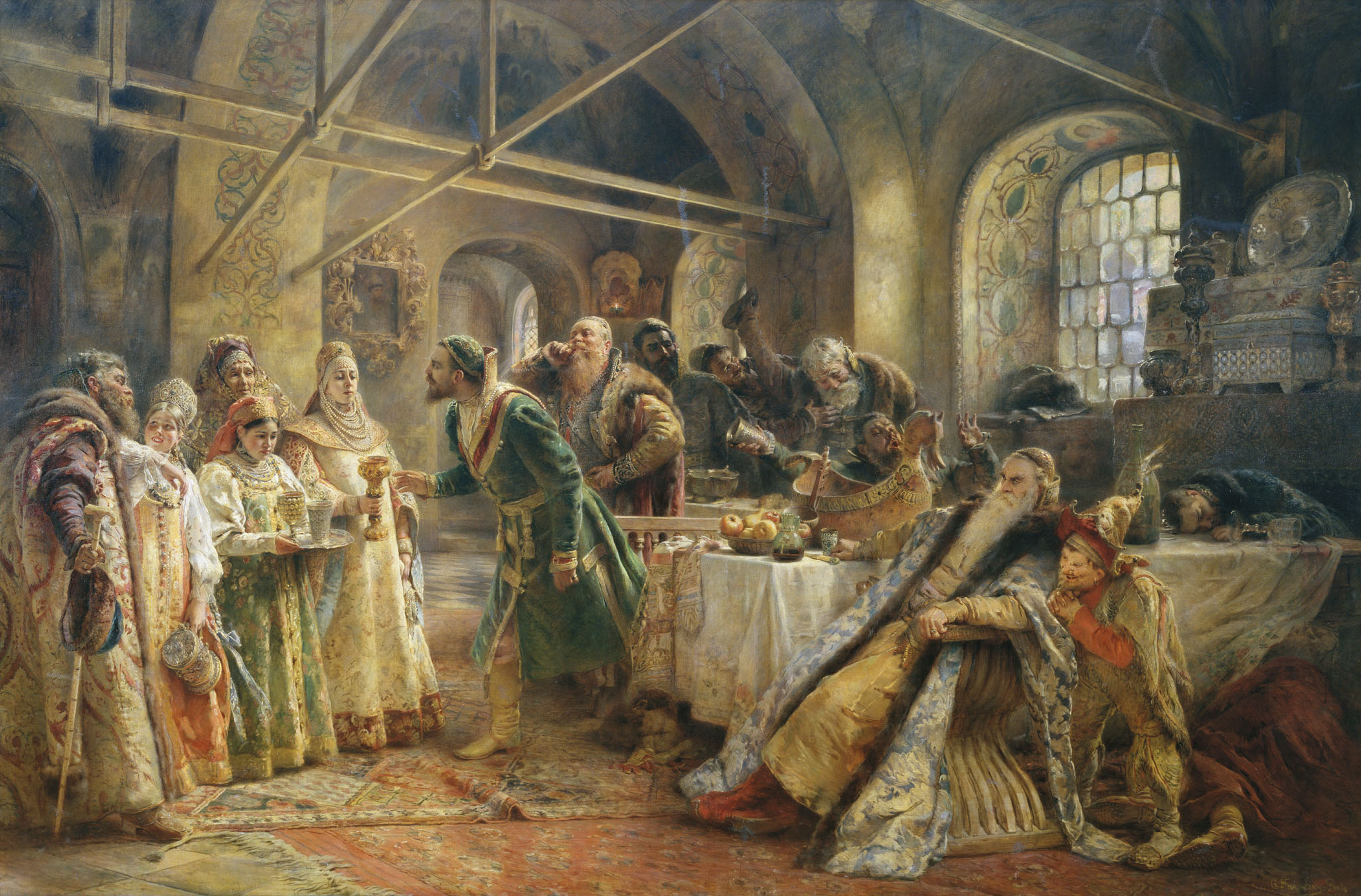
Phong tục hôn
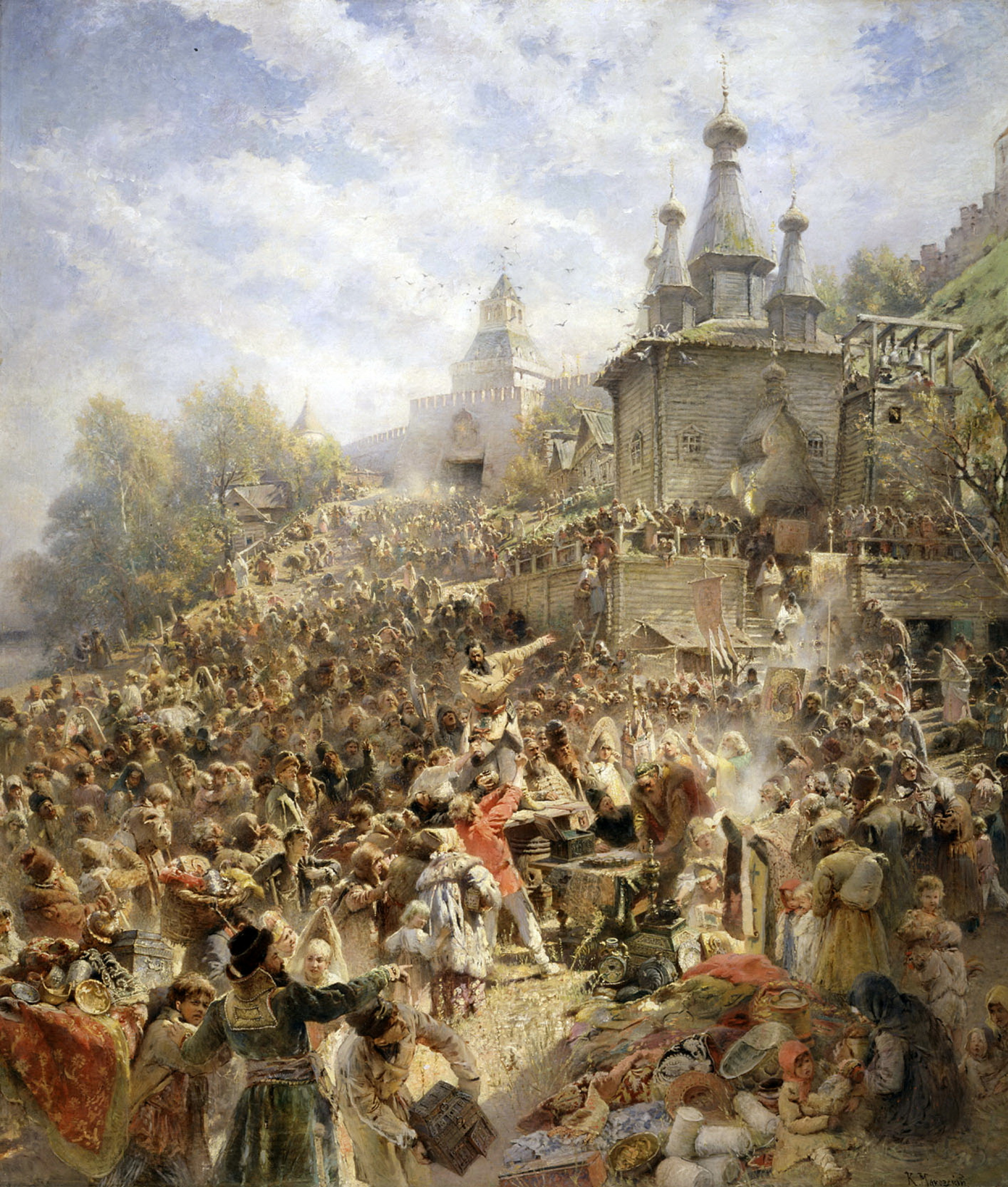
Tuyên bố của Kuzma Minin, 1896
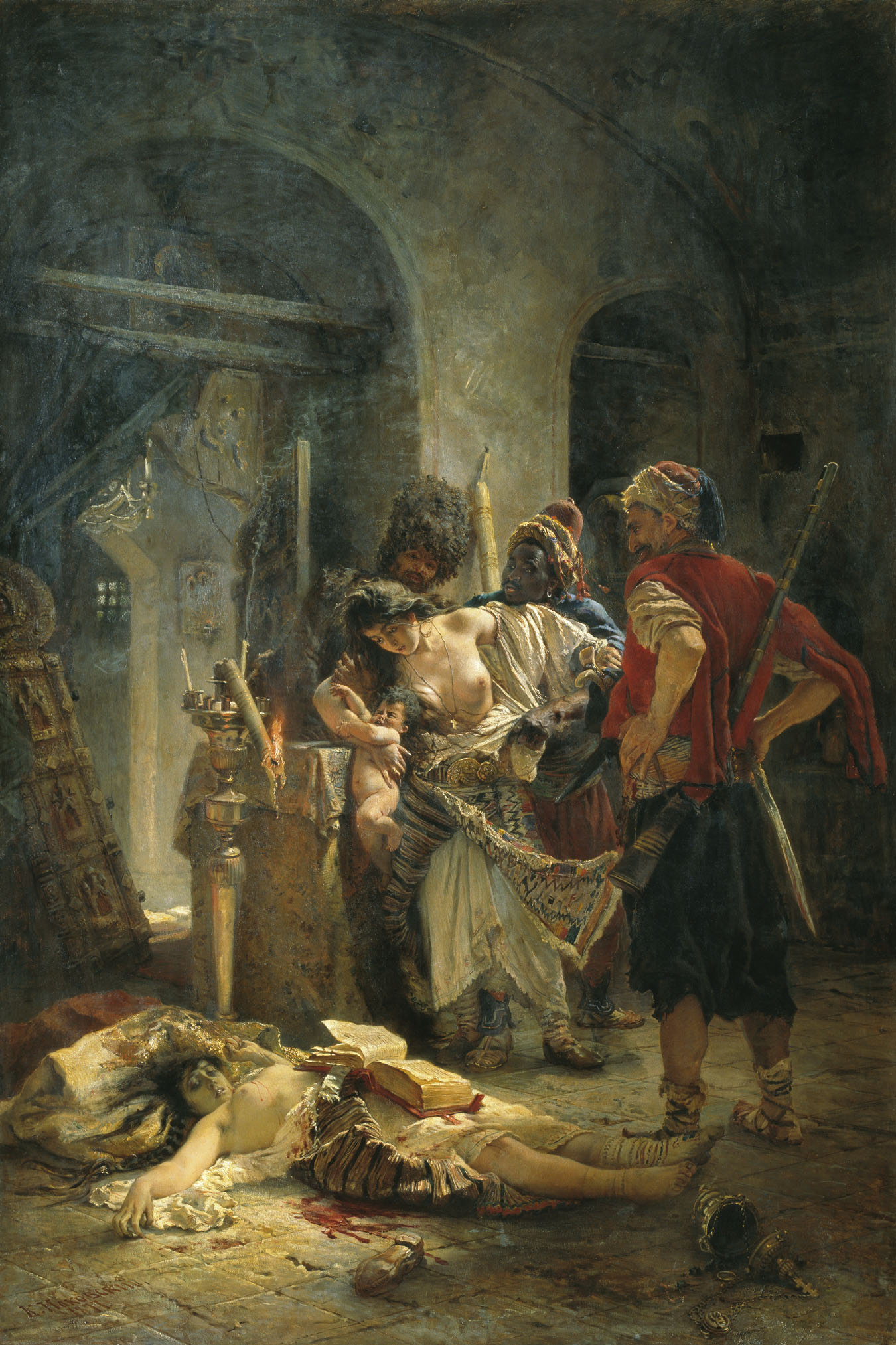
Những nữ liệt sĩ Bulgaria, 1877